# 城市花園酒店

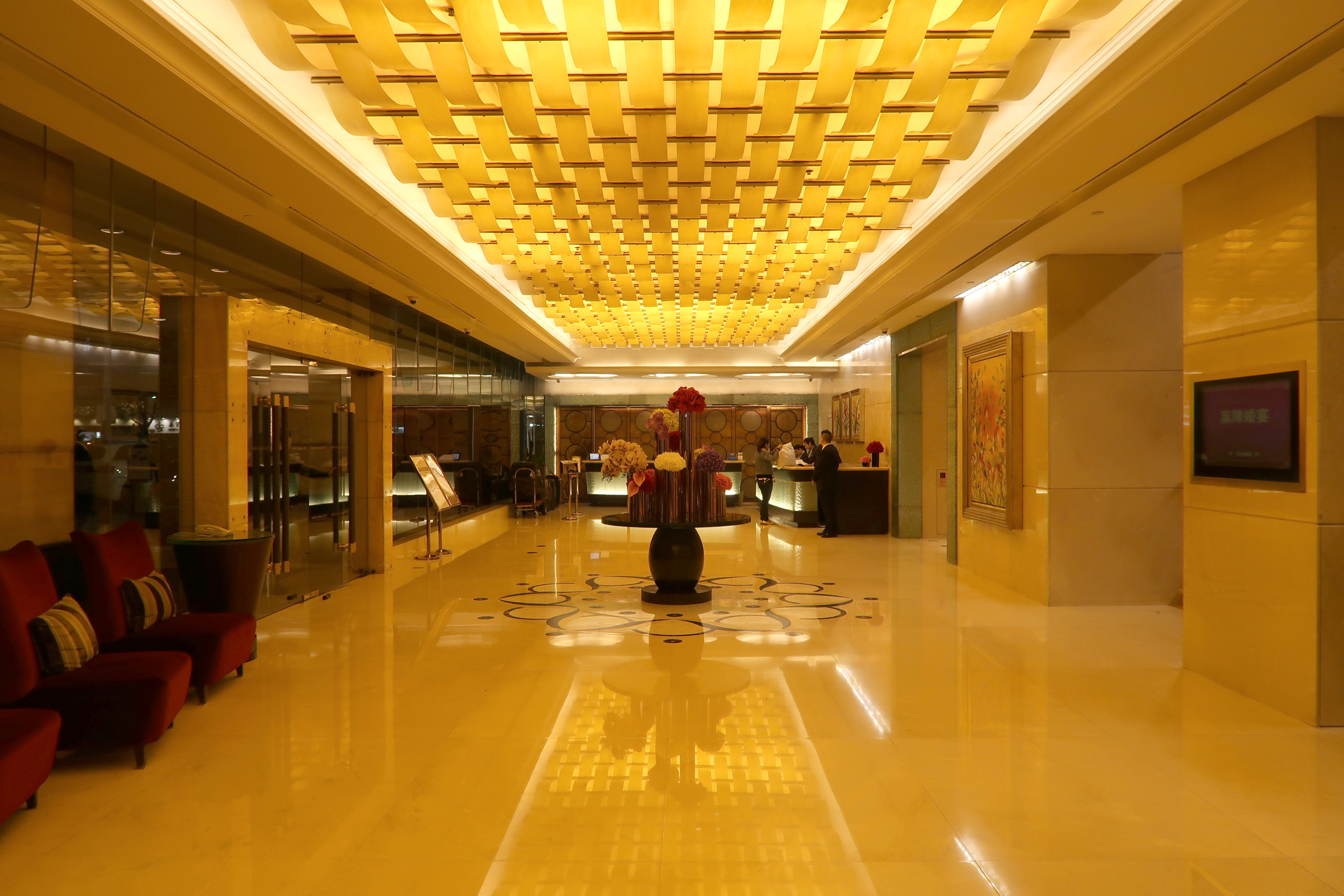
酒店大堂

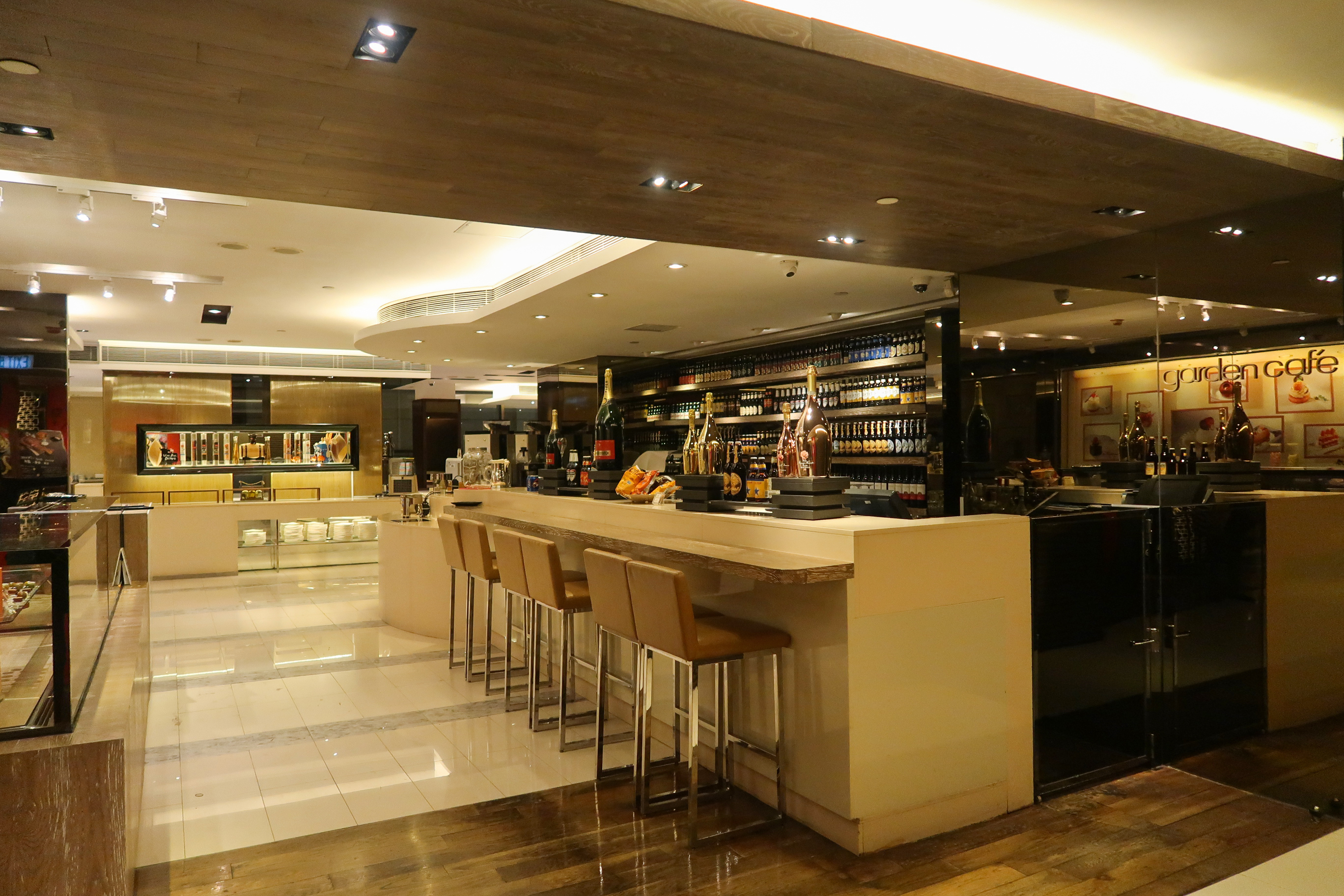
綠茵閣咖啡室

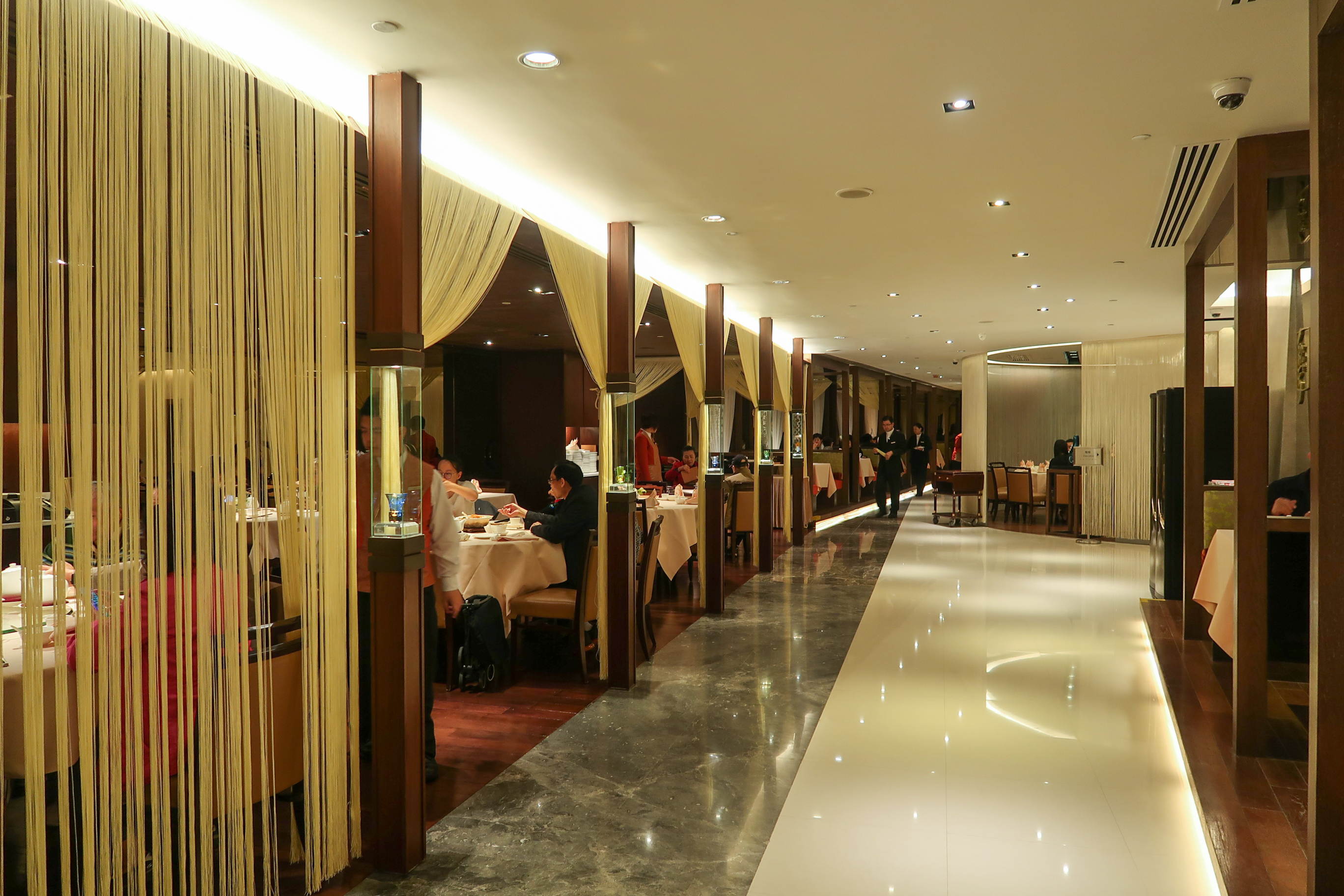
中菜廳-粵

城市花園酒店（英語：City Garden Hotel），位於香港香港島炮台山城市花園道9號，鄰近港鐵炮台山站、城市花園，是一間四星級酒店。設施包括恆溫游泳池、24小時健身中心、餐廳、酒吧及為商務客人而設的Club Lounge行政酒廊及商務中心。酒店於1988年開幕，共有613間客房。

## 被國安公署租用為宿舍用途
2020年7月，有市民發現酒店已經關閉，不再對外開放，大堂和餐廳的玻璃窗全部落下窗簾，無法觀察內部情況。網上預訂酒店房間的服務亦暫停。到8月中有記者發現酒店對開的馬路停泊大量警車，並有至少30多名警員在場戒備。當區區議員仇栩欣表示曾經收到多名居民求助，而在場的警員只表明不可以詳細回答。其後有消息指國安公署租用北角城市花園酒店為宿舍用途。
2025年5月13日，該酒店被行政長官會同行政會議以《維護國家安全條例》列為禁地。

## 酒店設施
- 24小時健身室
- 恆溫游泳池
- Club Lounge貴賓廊及商務中心

## 餐廳
- 粵（中菜廳）（獲《2012-2016年度米芝蓮指南》評為一星食肆）
- 綠茵閣（自助餐）
- Satay Inn（新加坡菜）

## 佚事
- 2009年發現香港首宗H1N1甲型流感的香港灣仔維景酒店七天隔離解封後，旅客獲政府免費安排入住城市花園酒店。
- 城市花園酒店是2009年東亞運動會的裁判酒店[4]。

## 參看
- 香港酒店列表
- 信和集團